# APS-95
O APS-95 é um rifle de assalto croata desenvolvido pela fabricante de armamentos Končar-Arma d.o.o a partir de 1995 e vendido até 2007.
Foram fabricadas desde meados de 1995 pela Končar-Arma d.o.o, uma subsidiária da ARMA-GRUPA Corporation, fabricante das metralhadoras ERO e Mini-ERO (cópias do UZI e Mini-UZI de Israel). O APS-95 foi desenvolvido a pedido do exército croata. Durante a Guerra de Independência da Croácia, os armamentos para o lado croata haviam sido fornecidos pelo empresário Antun Kikas, que disponibilizava vários lotes do R4 Vektor, uma cópia dos fuzis de assalto sul-africano e israelense IMI Galil. Os combatentes croatas apreciavam a arma e queriam uma versão de fabricação local como novo padrão fuzil do Exército.
O APS-95 foi oficialmente adotado pelo Exército croata por volta de 1998, adquiridos e distribuídos em quantidades muito pequenas ante as restrições orçamentais para aquisição. O fabricante tentou vender o APS-95 no mercado internacional por vários anos, sem sucesso. O número de fuzis fabricados, e a quantidade adotada pelas forças croatas são desconhecidas até à data, assim é a situação atual da arma. Fotografias e vídeos, a partir da 2011, da Guerra Civil da Líbia, mostram que algumas compras foram feitas pelo general líbio Gaddafi.